# Adenovirus
Adenovirusi su virusi koji mogu inficirati sisavce (domaće govedo, konja i svinju, ali i ovcu i kozu)  ili neke vrste ptica i riba. Do sada je poznato 47 humanih i životinjskih patogenih adenovirusa s velikim brojem podtipova.
Porodica Adenoviridae (gr. αδένας, što znači žlijezda) obuhvaća tzv. viruse bez ovojnice čija kapsida ima ikosaedričnu simetriju.
Prve adenoviruse je 1953. godine izolirao i u staničnim kulturama umnožavao istraživački tim na čelu s W. P. Rowe. Tipični adenovirus je prosječnog promjera oko 100 nm. Njegov genom se sastoji od linearne dvonize DNK dužine oko 36 kb.
Adenovirusi imaju širok spektar stanica domaćina. Oni mogu inficirati stanice u diobi, stanice koje miruju ili pak već izdiferencirane stanice (npr. neurone). Općenito, kod čovjeka adenovirusi napadaju stanice epitela dišnih putova. Tamo prouzrokuju oko 15% svih oboljenja koje općenito nazivamo prehladama. Iako pretežno izazivaju oboljenja koja nisu opasna ipak mogu biti i uzročnici teških oboljenja kao što je bronhitis. U vrlo rijetkim slučajevima infekcije adenovirusima mogu izazvati smrt. 

## Adenovirusi kao vektori
U molekularnoj biologiji adenovirusi imaju vrlo značajnu ulogu, posebno od 1977. godine kada su otkriveni osnovni principi tzv. genekspresije. Adenovirusi se s tim u vezi koriste kao gentehnički vektori za unošenje strane DNK u jednu stanicu ili jednostanični organizam.
Porodica adenovirusa pripada DNK-virusima. Poznato je ukupno 12 virusa ovoga tipa. Kada adenovirus napadne stanicu on tamo donosi svoj linearnu dvonizu (dupli helix) DNK. Virus će se u stanici razmnožavati, ali sadržaji njegove DNK neće ući u sastav čovječjeg genoma.
Da bi virus koji kod čovjeka izaziva oboljenje tipa prehlade mogao biti upotrijebljen kao terapeutsko sredstvo u medicini, on mora gen-tehničkim metodama biti nešto izmijenjen. U te svrhe  "željeni virus" treba da zadrži sposobnost prodiranja u stanicu i da donese svoju DNK. S druge strane, pacijent ne smije trpjeti zbog infekcije adenovirusom. Znači, njegovo razmnožavanje mora biti obuzdano. To se postiže gen-tehničkom metodom pri kojoj E-1 region virusa biva izrezan (izdvojen) iz njegove cjelokupne dužine.  Region E-1 je naime gen koji je neophodan za razmnožavanje virusa. Umjesto regiona E-1 ubaci se strana DNK. Na taj način ovaj virus postaje idealan za prenošenje gena, ali više nije u stanju da se razmnožava. Ovo se postiže jednim "trikom": Gen-tehnički promijenjen adenovirus (zajedno sa stranom DNK) biće kloniran na plazmid. Taj plazmid bit će dodat određenoj staničnoj kulturi čije stanice su također prethodno gen-tehnički promijenjene i u svom genomu sadrže region E-1 virusa. Ove nazovimo ih "stanice" pomoćnici zajedno s plazmidima omogućavaju razmnožavanje virusa u staničnim kulturama.  Sada nastaje mnoštvo virusa koji sadrže stranu DNK, te oni mogu biti korišteni kao prenosnici genetskih informacija. Na ovaj način možemo doći do vektora koji može poslužiti u medicini za genetičku terapiju. Taj vektor sadrži željeni gen.  Adenovirus kao vektor taj gen može dalje prenositi, a da kod čovjeka ne izazove štetne infekcije kroz njegovo razmnožavanje.
Prednost ovog sistema je u dobrim mogućnostima uzgoja virusa i u činjenici da se on ne može samostalno razmnožavati, te tako izazvati neželjene infekcije. Ovaj sistem je manje povoljan kada je riječ o kapacitetu preuzimanja strane DNK. Naime, moguće je preuzeti dio jedne DNK dužine 7-10 kb. Adenovirusi se koriste za genetsku terapiju ljudskih stanica.